# Little Fighter 2
Little Fighter 2 – bezpłatna gra komputerowa z gatunku bijatyk, wydana w 1999 roku na system operacyjny Windows. Jej autorami są Marti Wong i Starsky Wong. W Little Fighter 2 gracz kieruje wybranym spośród 24 postaci wojownikiem o specjalnych mocach, którego zadaniem jest pokonanie przeciwników. Postacie, które może wybrać gracz, walczą wręcz, za pomocą miecza, przy użyciu łuku lub korzystając z magii; ten ostatni sposób walki zużywa manę. Możliwe jest podnoszenie znajdujących się po drodze różnych rodzajów broni oraz butelek z eliksirami.
Dostępne są zróżnicowane tryby gry: Versus, w którym gracze walczą ze sobą na arenie, Stage polegający na przemierzaniu różnych miejsc i zabijaniu napotkanych przeciwników, Championship osnuty wokół turnieju walk oraz Battle, w którym gracze biorą udział w wielkim starciu wojowników. Na jednym komputerze mogą grać naraz 4 osoby, a w internecie – 8 osób.